# أندريه كيليان
أندريه كيليان (بالألمانية: André Kilian)‏ (18 مايو 1987 في ألمانيا - ) هو لاعب كرة قدم ألماني في مركز الظهير. لعب مع شالكه 04 وNorthern Fury FC ‏ ونادي هامبورغ 08.

## وصلات خارجية
- أندريه كيليان على موقع قاعدة بيانات كرة القدم.إي يو (الإنجليزية)
- أندريه كيليان على موقع عالم كرة القدم.نت (الإنجليزية)